# Eliminatórias para a Copa do Caribe de 2017
A qualificação da Copa do Caribe de 2017 começou em março de 2016. A qualificação determinou quais selecções nacionais caribenhas iriam jogar na Copa do Caribe de 2017 e na Copa Ouro da CONCACAF de 2017.

## Participantes
Um total de 25 equipes dos 31 membros do CFU entraram no torneio de qualificação. Sint Maarten está participando pela primeira vez desde 1997.
| Fase de Qualificação         | Times | Número de times |
| ---------------------------- | --- | --------------- |
| Nenhuma participação         | - Bahamas - Bonaire - Ilhas Caimã - Monserrate - Santa Lúcia - Turcas e Caicos | 6               |
| Entrantes na Primeira Rodada | - Anguila - Antígua e Barbuda - Aruba - Barbados - Bermudas - Ilhas Virgens Britânicas - Cuba - Curaçau - Dominica - República Dominicana - Guiana Francesa - Granada - Guadalupe - Guiana - Martinica - Porto Rico - São Cristóvão e Neves - São Martinho - São Martinho Neerlandês - Suriname - Ilhas Virgens Americanas | 21              |
| Entrantes da Segunda Rodada  | - São Vicente e Granadinas | 1               |
| Entrantes da Terceira Rodada | - Haiti - Jamaica - Trinidad e Tobago | 3               |

## Sorteio
Vinte e cinco nações estiveram envolvidas no sorteio, que aconteceu no dia 16 de janeiro de 2016 às 21:00 AST (UTC−4), no Jolly Beach Resort & Spa resort em St. John's, Antígua e Barbuda. O CFU usou seus próprios rankings para determinar que equipes receberiam sementes com base em suas participações anteriores na competição.
| Posição | Países | 2014 | 2012 | 2010                                     | 2008                                     | 2007                                     | Total                                    |
| --- | --- | --- | --- | ---------------------------------------- | ---------------------------------------- | ---------------------------------------- | ---------------------------------------- |
| 1 | Jamaica | 10 | 3 | 10                                       | 10                                       | 1                                        | 34                                       |
| 2 | Cuba | 4 | 10 | 6                                        | 4                                        | 6                                        | 30                                       |
| 3 | Trinidad e Tobago | 8 | 8 | 3                                        | 3                                        | 8                                        | 30                                       |
| 4 | Haiti | 6 | 6 | 2                                        | 3                                        | 10                                       | 27                                       |
| 5 | Guadalupe | 2 | 2 | 8                                        | 6                                        | 4                                        | 22                                       |
| 6 | Granada | 1 | 2 | 4                                        | 8                                        | 1                                        | 16                                       |
| 7 | Martinica | 3 | 4 | 3                                        | 2                                        | 3                                        | 15                                       |
| 8 | Antígua e Barbuda | 3 | 3 | 3                                        | 3                                        | 2                                        | 14                                       |
| 9 | Guiana | 1 | 2 | 3                                        | 2                                        | 3                                        | 11                                       |
| 10 | São Vicente e Granadinas | 2 | 2 | 2                                        | 1                                        | 3                                        | 10                                       |
| 11 | Barbados | 2 | 1 | 1                                        | 3                                        | 3                                        | 10                                       |
| 12 | Suriname | 1 | 2 | 2                                        | 2                                        | 2                                        | 9                                        |
| 13 | República Dominicana | 2 | 3 | 2                                        | 0                                        | 2                                        | 9                                        |
| 14 | São Cristóvão e Neves | 2 | 1 | 2                                        | 2                                        | 1                                        | 8                                        |
| 15 | Curaçau | 3 | 1 | 1                                        | 2                                        | 1                                        | 8                                        |
| 16 | Dominica | 1 | 1 | 2                                        | 1                                        | 1                                        | 6                                        |
| 17 | Guiana Francesa | 3 | 3 | 0                                        | 0                                        | 0                                        | 6                                        |
| 18 | Porto Rico | 1 | 2 | 2                                        | 0                                        | 0                                        | 5                                        |
| 19 | Santa Lúcia | 2 | 1 | 1                                        | 0                                        | 1                                        | 5                                        |
| 20 | Anguila | 1 | 1 | 1                                        | 1                                        | 1                                        | 5                                        |
| 21 | Ilhas Virgens Britânicas | 1 | 1 | 1                                        | 1                                        | 1                                        | 5                                        |
| 22 | São Martinho | 0 | 1 | 1                                        | 1                                        | 1                                        | 4                                        |
| 23 | Bermudas | 0 | 1 | 0                                        | 1                                        | 2                                        | 4                                        |
| 24 | Ilhas Caimã | 0 | 0 | 2                                        | 1                                        | 1                                        | 4                                        |
| 25 | Aruba | 1 | 1 | 0                                        | 1                                        | 0                                        | 3                                        |
| 26 | Monserrate | 1 | 1 | 1                                        | 0                                        | 0                                        | 3                                        |
| 27 | Turcas e Caicos | 1 | 0 | 0                                        | 0                                        | 1                                        | 2                                        |
| 28 | Bahamas | 0 | 0 | 0                                        | 0                                        | 2                                        | 2                                        |
| 29 | Ilhas Virgens Americanas | 1 | 0 | 0                                        | 0                                        | 0                                        | 1                                        |
| 30 | Bonaire | 1 | 0 | 0                                        | 0                                        | 0                                        | 1                                        |
| 31 | Sint Maarteen | 0 | 0 | 0                                        | 0                                        | 0                                        | 0                                        |
| Points calculation and Key | | | |                                          |                                          |                                          |                                          |
| - Campeão - 10 pts - 2º Lugar - 8 pts - 3º Lugar - 6 pts - 4º Lugar - 4 pts - 5º a 8º Lugar - 3 pts - Saiu na Segunda Rodada - 2 pts - Participação (sem chegar a nenhuma das etapas acima) - 1 pt | - Campeão - 10 pts - 2º Lugar - 8 pts - 3º Lugar - 6 pts - 4º Lugar - 4 pts - 5º a 8º Lugar - 3 pts - Saiu na Segunda Rodada - 2 pts - Participação (sem chegar a nenhuma das etapas acima) - 1 pt | - Campeão - 10 pts - 2º Lugar - 8 pts - 3º Lugar - 6 pts - 4º Lugar - 4 pts - 5º a 8º Lugar - 3 pts - Saiu na Segunda Rodada - 2 pts - Participação (sem chegar a nenhuma das etapas acima) - 1 pt | - Campeão - 10 pts - 2º Lugar - 8 pts - 3º Lugar - 6 pts - 4º Lugar - 4 pts - 5º a 8º Lugar - 3 pts - Saiu na Segunda Rodada - 2 pts - Participação (sem chegar a nenhuma das etapas acima) - 1 pt | Recebeu bye Participantes Não participou | Recebeu bye Participantes Não participou | Recebeu bye Participantes Não participou | Recebeu bye Participantes Não participou |

}

## Calendário dos Jogos
| Rodada                       | Data                   |
| ---------------------------- | ---------------------- |
| Primeira Rodada              | 22–29 de março de 2016 |
| Segunda Rodada               | 1–7 de junho de 2016   |
| Terceira Rodada              | 5–11 de outubro 2016   |
| Eliminatória do quinto lugar | 4–8 de janeiro de 2017 |

Notas
- A segunda rodada foi originalmente programada para 15-21 de maio de 2016, que não está no calendário da FIFA.
- O quinto lugar do play-off foi originalmente agendado para 9-15 de novembro de 2016. No entanto, três jogos da terceira rodada foram adiados para 9-13 de novembro de 2016 devido a razões do Hurricane Matthew.[5] O play-off do quinto lugar foi reescalado para ser 4-8 janeiro 2017, e jogado também em um único lugar em Trinidad e Tobago em vez de cada equipe que hospeda uma partida.[6]

## Formato
Em cada grupo de três equipes, cada equipe joga uma partida em casa contra um oponente, e uma partida fora contra outro adversário. Se qualquer equipe se retirar, as duas equipes restantes jogam entre si, com uma partida em casa e uma partida fora.
Se a pontuação permanecer nível após o tempo de jogo regular, o tempo extra será jogado e se a pontuação ainda ser nível após tempo extra foi jogado, uma disputa por pênaltis terá lugar para determinar os vencedores do jogo. Esta regra foi introduzida para reduzir a chance de o destino de uma equipe ser decidido por um sorteio.

### Critérios de desempate
As equipes são classificadas de acordo com os pontos (3 pontos por uma vitória em regulamento, tempo extra ou penalidades, 0 pontos por uma perda). Se houver um empate em pontos, os desempates são aplicados na seguinte ordem: 
1. Saldo de gols;
2. Gols pró(feitos);
3. Gols contra(sofridos);
4. Sorteio.

## Primeira Rodada
Um total de 21 equipes competiram na primeira rodada:
- 21 equipes inscritas durante esta rodada.

### Group 1
| Pos | Equipe                | Pts | J | V | V+ | D | GP | GC | SG | Classificado                  |
| --- | --------------------- | --- | - | - | -- | - | -- | -- | -- | ----------------------------- |
| 1   | São Cristóvão e Nevis | 6   | 2 | 2 | 0  | 0 | 3  | 0  | +3 | Qualification to Second round |
| 2   | Antígua e Barbuda     | 3   | 2 | 1 | 0  | 1 | 2  | 2  | 0  | Qualification to Second round |
| 3   | Aruba                 | 0   | 2 | 0 | 0  | 2 | 1  | 4  | −3 |                               |

| 23 de março de 2016 | Antígua e Barbuda      | 2–1 | Aruba     | Sir Vivian Richards Stadium, St. John's |
| 19:30 UTC-4         | Parker 4' · George 23' |     | Gomez 28' | Árbitro: Wilson da Costa                |

| 26 de março de 2016 | Aruba | 0-2 | São Cristóvão e Neves        | Trinidad Stadium, Oranjestad |
| 20:00 UTC-4         |       |     | Panayiotou 39' · Sawyers 45' | Árbitro: Leo Clarke          |

| 29 de março de 2016 | São Cristóvão e Neves | 1–0 | Antígua e Barbuda | Warner Park Sporting Complex, Basseterre |
| 20:00 UTC-4         | Panayiotou 65'        |     |                   | Árbitro: Sherwin Moore                   |

### Group 2
| Pos | Equipe             | Pts | J | V | W+ | D | GP | GC | SG | Classificado                        |
| --- | ------------------ | --- | - | - | -- | - | -- | -- | -- | ----------------------------------- |
| 1   | Granada            | 6   | 2 | 2 | 0  | 0 | 7  | 1  | +6 | Classificados para a Segunda rodada |
| 2   | U.S. Ilhas Virgens | 3   | 2 | 1 | 0  | 1 | 3  | 3  | 0  | Classificados para a Segunda rodada |
| 3   | São Martinho       | 0   | 2 | 0 | 0  | 2 | 1  | 7  | −6 |                                     |

| 22 de março de 2016 | Granada                                                                                 | 5–0 | São Martinho Neerlandês | Grenada National Stadium, St. George's |
| 19:30 UTC-4         | J. Rennie 52'(pên.) · Charles 54' · de Punder 56'(g.c) · John-Brown 67' · S. Rennie 88' |     |                         | Árbitro: Adrian Skeete                 |

| 26 de março de 2016 | São Martinho Neerlandês | 1–2 | Ilhas Virgens Americanas    | Raoul Illidge Sports Complex, Philipsburg |
| 20:00 UTC-4         | Parker 89'              |     | Herring 24' · Wrensford 76' | Árbitro: Sherwin Johnson                  |

| 29 de março de 2016 | Ilhas Virgens Americanas | 1–2 | Granada                       | Addelita Cancryn Junior High School Ground, Charlotte Amalie |
| 16:15 UTC-4         | Wrensford 68'            |     | S. Rennie 15' · Sampson 90+1' | Árbitro: Walner Laventure                                    |

### Group 3
| Pos | Equipe          | Pts | J | V | W+ | D | GP | GC | SG | Classificado                  |
| --- | --------------- | --- | - | - | -- | - | -- | -- | -- | ----------------------------- |
| 1   | Guiana Francesa | 3   | 2 | 1 | 0  | 1 | 4  | 2  | +2 | Qualification to Second round |
| 2   | Bermudas        | 3   | 2 | 1 | 0  | 1 | 3  | 3  | 0  | Qualification to Second round |
| 3   | Cuba            | 3   | 2 | 1 | 0  | 1 | 2  | 4  | −2 |                               |

| 22 de março de 2016 | Cuba                 | 2–1 | Bermudas    | Estadio Pedro Marrero, Havana |
| 15:30 UTC−4         | Gómez 29' · Luis 77' |     | Smith 90+1' | Árbitro: Karl Tyrell          |

| 26 de março de 2016 | Bermudas                | 2–1                                                                   | Guiana Francesa | Bermuda National Stadium, Devonshire |
| 20:00 UTC−3         | T. Ming 43' · Lambe 77' | http://www.concacaf.com/category/caribbean-cup-men/game-detail/266638 | Evens 37'       | Árbitro: Trevor Taylor               |

| 29 de março de 2016 | Guiana Francesa                       | 3–0 | Cuba | Stade Municipal Dr. Edmard Lama, Remire-Montjoly |
| 19:30 UTC−3         | Lu. Baal 24' · Eric 44' · Contout 63' |     |      | Árbitro: Adrian Skeete                           |

### Group 4
| Pos | Equipe               | Pts | J | V | W+ | D | GP | GC | SG | Classificado                        |
| --- | -------------------- | --- | - | - | -- | - | -- | -- | -- | ----------------------------------- |
| 1   | República Dominicana | 3   | 2 | 1 | 0  | 1 | 3  | 2  | +1 | Classificados para a Segunda rodada |
| 2   | Curaçau              | 3   | 2 | 1 | 0  | 1 | 2  | 2  | 0  | Classificados para a Segunda rodada |
| 3   | Barbados             | 3   | 2 | 1 | 0  | 1 | 1  | 2  | −1 |                                     |

| 23 de março de 2016 | Barbados     | 1–0 | Curaçau | Usain Bolt Sports Complex, Bridgetown |
| 20:00 UTC−4         | Harewood 69' |     |         | Árbitro: Dwight Royal                 |

| 26 de março de 2016 | Curaçau                          | 2–1 | República Dominicana | Ergilio Hato Stadium, Willemstad |
| 20:00 UTC−4         | Van Kessel 66' · Zschusschen 81' |     | Rodríguez 77'        | Árbitro: Dwight Royal            |

| 29 de março de 2016 | República Dominicana | 2–0 | Barbados | Estadio Olímpico Félix Sánchez, Santo Domingo |
| 16:00 UTC−4         | Batista 50', 57'     |     |          | Árbitro: Bryan Willett                        |

### Group 5
| Pos | Equipe     | Pts | J | V | W+ | D | GP | GC | SG  | Classificado                        |
| --- | ---------- | --- | - | - | -- | - | -- | -- | --- | ----------------------------------- |
| 1   | Guiana     | 6   | 2 | 2 | 0  | 0 | 8  | 0  | +8  | Classificados para a Segunda rodada |
| 2   | Porto Rico | 3   | 2 | 1 | 0  | 1 | 4  | 1  | +3  | Classificados para a Segunda rodada |
| 3   | Anguila    | 0   | 2 | 0 | 0  | 2 | 0  | 11 | −11 |                                     |

| 22 de março de 2016 | Guiana                                                                                | 7–0 | Anguila | Providence Stadium, Providence |
| 19:00 UTC−4         | Peters 11', 30' · Nurse 14' · Danns 34' · Richardson 45' · Mills 47' · Barrington 65' |     |         | Árbitro: Sandy Vásquez         |

| 26 de março de 2016 | Anguila | 0–4 | Porto Rico                             | Raymond E. Guishard Technical Centre, The Valley |
| 17:00 UTC−4         |         |     | Coca 16', 53' · Rivera 42' · Ortiz 63' | Árbitro: Moeth Gaymes                            |

| 29 de março de 2016 | Porto Rico | 0–1 | Guiana     | Juan Ramón Loubriel Stadium, Bayamón |
| 19:05 UTC−4         |            |     | Austin 65' | Árbitro: Rodphin Harris              |

### Group 6
| Pos | Equipe                        | Pts | J | V | W+ | D | GP | GC | SG | Classificado                    |
| --- | ----------------------------- | --- | - | - | -- | - | -- | -- | -- | ------------------------------- |
| 1   | Suriname                      | 3   | 2 | 1 | 0  | 1 | 3  | 2  | +1 | Qualification to Segunda rodada |
| 2   | Predefinição:Country data GPE | 3   | 2 | 0 | 1  | 1 | 2  | 3  | −1 | Qualification to Segunda rodada |
| 3   | Saint-Martin                  | 0   | 0 | 0 | 0  | 0 | 0  | 0  | 0  | Withdrew                        |

| 23 de março de 2016 | Guadalupe | 0–0 | Suriname | Stade René Serge Nabajoth, Les Abymes |
| 20:00 UTC−4         |           |     |          | Árbitro: Adzer Ariznat                |

|                                       |     | Penalidades                     |  |
| Milon Beauvue Alphonse Laurence Babel | 3–2 | Rijssel Baja Talea Eind Kohinor |  |

| 29 de março de 2016 | Suriname                      | 3–2 | Predefinição:Country data GPE | André Kamperveen Stadion, Paramaribo |
| 16:30 UTC−3         | Rijssel 30', 36' · Kisoor 41' |     | Beauvue 15' · Nabab 32'       | Árbitro: Wilson Da Costa             |

### Group 7
| Pos | Equipe                        | Pts | J | V | W+ | D | GP | GC | SG  | Classificado                  |
| --- | ----------------------------- | --- | - | - | -- | - | -- | -- | --- | ----------------------------- |
| 1   | Martinica                     | 6   | 2 | 2 | 0  | 0 | 7  | 1  | +6  | Qualification to Second round |
| 2   | Domínica                      | 3   | 2 | 1 | 0  | 1 | 8  | 4  | +4  | Qualification to Second round |
| 3   | Predefinição:Country data BVI | 0   | 2 | 0 | 0  | 2 | 0  | 10 | −10 |                               |

| 23 de março de 2016 | Martinica                               | 3–0 | Predefinição:Country data BVI | Stade Pierre-Aliker, Fort-de-France |
| 20:00 UTC−4         | Parsemain 12' · Arquin 68' · Langil 84' |     |                               | Árbitro: Michael van der Sande      |

| 26 de março de 2016 | Ilhas Virgens Britânicas | 0–7 | Domínica                                                                        | A. O. Shirley Recreation Ground, Road Town |
| 16:00 UTC−4         |                          |     | Dicker 20' (o.g.) · Walters 28', 51' · Bertrand 33' · Wade 44', 55', 85' (pen.) | Árbitro: Gianni Ascani                     |

| 29 de março de 2016 | Dominica            | 1–4 | Martinica                                                | Windsor Park, Roseau |
| 19:00 UTC−4         | Bertrand 74' (pen.) |     | Joseph 11' (o.g.) · Hérelle 23' · Arquin 53' · Abaul 88' | Árbitro: Swason Owen |

### Equipas qualificadas para o segundo turno
Um total de 14 equipes da primeira rodada (sete vencedores do grupo e sete vice-campeões) se classificaram para a segunda rodada.

#### Group winners
| Pos | Grp | Equipe                | Pts | J | V | W+ | D | GP | GC | SG | Classificado                          |
| --- | --- | --------------------- | --- | - | - | -- | - | -- | -- | -- | ------------------------------------- |
| 1   | 5   | Guiana                | 6   | 2 | 2 | 0  | 0 | 8  | 0  | +8 | Qualification to Second round Group 3 |
| 2   | 7   | Martinica             | 6   | 2 | 2 | 0  | 0 | 7  | 1  | +6 | Qualification to Second round Group 2 |
| 3   | 2   | Granada               | 6   | 2 | 2 | 0  | 0 | 7  | 1  | +6 | Qualification to Second round Group 1 |
| 4   | 1   | São Cristóvão e Nevis | 6   | 2 | 2 | 0  | 0 | 3  | 0  | +3 | Qualification to Second round Group 5 |
| 5   | 3   | Guiana Francesa       | 3   | 2 | 1 | 0  | 1 | 4  | 2  | +2 | Qualification to Second round Group 4 |
| 6   | 4   | República Dominicana  | 3   | 2 | 1 | 0  | 1 | 3  | 2  | +1 | Qualification to Second round Group 4 |
| 7   | 6   | Suriname              | 3   | 2 | 1 | 0  | 1 | 3  | 2  | +1 | Qualification to Second round Group 5 |

1. 1 2  Martinica são classificados à frente de Grenada em gols fora marcados.
2. 1 2  República Dominicana estão classificados à frente do Suriname em gols fora marcados.

#### Sub-campeões dos grupos
| Pos | Grp | Equipe                        | Pts | J | V | W+ | D | GP | GC | SG | Classificado                          |
| --- | --- | ----------------------------- | --- | - | - | -- | - | -- | -- | -- | ------------------------------------- |
| 1   | 7   | Domínica                      | 3   | 2 | 1 | 0  | 1 | 8  | 4  | +4 | Qualification to Second round Group 2 |
| 2   | 5   | Porto Rico                    | 3   | 2 | 1 | 0  | 1 | 4  | 1  | +3 | Qualification to Second round Group 1 |
| 3   | 2   | U.S. Ilhas Virgens            | 3   | 2 | 1 | 0  | 1 | 3  | 3  | 0  | Qualification to Second round Group 3 |
| 4   | 3   | Bermudas                      | 3   | 2 | 1 | 0  | 1 | 3  | 3  | 0  | Qualification to Second round Group 4 |
| 5   | 4   | Cuba                          | 3   | 2 | 1 | 0  | 1 | 2  | 2  | 0  | Qualification to Second round Group 3 |
| 6   | 1   | Antígua e Barbuda             | 3   | 2 | 1 | 0  | 1 | 2  | 2  | 0  | Qualification to Second round Group 1 |
| 7   | 6   | Predefinição:Country data GPE | 3   | 2 | 0 | 1  | 1 | 2  | 3  | −1 | Qualification to Second round Group 2 |

1. 1 2  As Ilhas Virgens dos EUA são classificadas à frente das Bermudas em gols marcados fora.
2. 1 2  Curaçao e Antígua e Barbuda e estão empatados em primeiro registro rodada. Posições determinadas por sorteio.[11]

## Segunda Rodada
Um total de 15 equipes competiram na segunda rodada:
- São Vicente e Granadinas recebeu um adiamento a esta rodada.
- 14 equipes qualificadas da primeira rodada.

### Group 1
| Pos | Equipe            | Pts | J | V | W+ | D | GP | GC | SG | Classificado                 |
| --- | ----------------- | --- | - | - | -- | - | -- | -- | -- | ---------------------------- |
| 1   | Porto Rico        | 6   | 2 | 0 | 2  | 0 | 5  | 4  | +1 | Qualification to Third round |
| 2   | Antígua e Barbuda | 3   | 2 | 1 | 0  | 1 | 6  | 3  | +3 | Qualification to Third round |
| 3   | Granada           | 0   | 2 | 0 | 0  | 2 | 4  | 8  | −4 |                              |

| 1 de junho de 2016 | Predefinição:Country flaglink right | 3–3                                                                   | Porto Rico                           | Grenada National Stadium, St. George's |
| 20:00 UTC−4        | John-Brown 3', 27' · M. Phillip 38' | http://www.concacaf.com/category/caribbean-cup-men/game-detail/266650 | H. Ramos 44' (pen.), 62' · Ortiz 88' | Árbitro: Wilson Da Costa (Bahamas)     |

{{
|placarpenalidades = 3–4
|penalidades1      = J. Rennie 
George 
Andall 
A. Phillip 
Charles 
|penalidades2      =  H. Ramos
 Rivera
 Sánchez
 Ortiz
}}
| 4 de junho de 2016 | Porto Rico        | 2–1 | Antígua e Barbuda | Juan Ramón Loubriel Stadium, Bayamón |
| 19:30 UTC−4        | H. Ramos 6', 115' |     | Blackstock 35'    | Árbitro: Sandy Vásquez               |

| 7 de junho de 2016 | Antígua e Barbuda | 5–1                                                                   | Granada | Sir Vivian Richards Stadium, St. John's       |
| 19:30 UTC−4        |                   | http://www.concacaf.com/category/caribbean-cup-men/game-detail/266660 |         | Árbitro: Rodphin Harris (Trinidad and Tobago) |

### Group 2
| Pos | Equipe                        | Pts | J | V | W+ | D | GP | GC | SG | Classificado                 |
| --- | ----------------------------- | --- | - | - | -- | - | -- | -- | -- | ---------------------------- |
| 1   | Martinica                     | 6   | 2 | 2 | 0  | 0 | 6  | 0  | +6 | Qualification to Third round |
| 2   | Predefinição:Country data GPE | 3   | 2 | 1 | 0  | 1 | 2  | 3  | −1 |                              |
| 3   | Domínica                      | 0   | 2 | 0 | 0  | 2 | 1  | 6  | −5 |                              |

| {{{data}}} | {{{time1}}} | {{{placar}}}                                                          | {{{time2}}} |  |
|            |             | http://www.concacaf.com/category/caribbean-cup-men/game-detail/266651 |             |  |

| {{{data}}} | {{{time1}}} | {{{placar}}}                                                          | {{{time2}}} |  |
|            |             | http://www.concacaf.com/category/caribbean-cup-men/game-detail/266656 |             |  |

| {{{data}}} | {{{time1}}} | {{{placar}}}                                                          | {{{time2}}} |  |
|            |             | http://www.concacaf.com/category/caribbean-cup-men/game-detail/266661 |             |  |

### Group 3
| Pos | Equipe             | Pts | J | V | W+ | D | GP | GC | SG  | Classificado                 |
| --- | ------------------ | --- | - | - | -- | - | -- | -- | --- | ---------------------------- |
| 1   | Curaçao            | 6   | 2 | 2 | 0  | 0 | 12 | 2  | +10 | Qualification to Third round |
| 2   | Guiana             | 3   | 2 | 1 | 0  | 1 | 9  | 5  | +4  | Qualification to Third round |
| 3   | U.S. Ilhas Virgens | 0   | 2 | 0 | 0  | 2 | 0  | 14 | −14 |                              |

| {{{data}}} | {{{time1}}} | {{{placar}}}                                                          | {{{time2}}} |  |
|            |             | http://www.concacaf.com/category/caribbean-cup-men/game-detail/266652 |             |  |

| {{{data}}} | {{{time1}}} | {{{placar}}}                                                          | {{{time2}}} |  |
|            |             | http://www.concacaf.com/category/caribbean-cup-men/game-detail/266662 |             |  |

| {{{data}}} | {{{time1}}} | {{{placar}}}                                                          | {{{time2}}} |  |
|            |             | http://www.concacaf.com/category/caribbean-cup-men/game-detail/266657 |             |  |

Notes

### Group 4
| Pos | Equipe               | Pts | J | V | W+ | D | GP | GC | SG | Classificado                 |
| --- | -------------------- | --- | - | - | -- | - | -- | -- | -- | ---------------------------- |
| 1   | República Dominicana | 6   | 2 | 2 | 0  | 0 | 3  | 1  | +2 | Qualification to Third round |
| 2   | Guiana Francesa      | 3   | 2 | 1 | 0  | 1 | 4  | 2  | +2 | Qualification to Third round |
| 3   | Bermudas             | 0   | 2 | 0 | 0  | 2 | 0  | 4  | −4 |                              |

| {{{data}}} | {{{time1}}} | {{{placar}}}                                                          | {{{time2}}} |  |
|            |             | http://www.concacaf.com/category/caribbean-cup-men/game-detail/266658 |             |  |

| {{{data}}} | {{{time1}}} | {{{placar}}}                                                          | {{{time2}}} |  |
|            |             | http://www.concacaf.com/category/caribbean-cup-men/game-detail/266663 |             |  |

| {{{data}}} | {{{time1}}} | {{{placar}}}                                                          | {{{time2}}} |  |
|            |             | http://www.concacaf.com/category/caribbean-cup-men/game-detail/266653 |             |  |

Notes

### Group 5
| Pos | Equipe                   | Pts | J | V | W+ | D | GP | GC | SG | Classificado                 |
| --- | ------------------------ | --- | - | - | -- | - | -- | -- | -- | ---------------------------- |
| 1   | São Cristóvão e Nevis    | 6   | 2 | 2 | 0  | 0 | 2  | 0  | +2 | Qualification to Third round |
| 2   | Suriname                 | 3   | 2 | 1 | 0  | 1 | 2  | 2  | 0  | Qualification to Third round |
| 3   | São Vicente e Granadinas | 0   | 2 | 0 | 0  | 2 | 1  | 3  | −2 |                              |

| {{{data}}} | {{{time1}}} | {{{placar}}}                                                          | {{{time2}}} |  |
|            |             | http://www.concacaf.com/category/caribbean-cup-men/game-detail/266654 |             |  |

| {{{data}}} | {{{time1}}} | {{{placar}}}                                                          | {{{time2}}} |  |
|            |             | http://www.concacaf.com/category/caribbean-cup-men/game-detail/266659 |             |  |

| {{{data}}} | {{{time1}}} | {{{placar}}}                                                          | {{{time2}}} |  |
|            |             | http://www.concacaf.com/category/caribbean-cup-men/game-detail/266664 |             |  |

### Qualified teams for third round
A total of 9 teams from the second round (five group winners and best four group runners-up) qualified for the third round.

#### Group winners
| Pos | Grp | Equipe                | Pts | J | V | W+ | D | GP | GC | SG  | Classificado                         |
| --- | --- | --------------------- | --- | - | - | -- | - | -- | -- | --- | ------------------------------------ |
| 1   | 3   | Curaçao               | 6   | 2 | 2 | 0  | 0 | 12 | 2  | +10 | Qualification to Third round Group 3 |
| 2   | 2   | Martinica             | 6   | 2 | 2 | 0  | 0 | 6  | 0  | +6  | Qualification to Third round Group 4 |
| 3   | 4   | República Dominicana  | 6   | 2 | 2 | 0  | 0 | 3  | 1  | +2  | Qualification to Third round Group 4 |
| 4   | 5   | São Cristóvão e Nevis | 6   | 2 | 2 | 0  | 0 | 2  | 0  | +2  | Qualification to Third round Group 2 |
| 5   | 1   | Porto Rico            | 6   | 2 | 0 | 2  | 0 | 5  | 4  | +1  | Qualification to Third round Group 3 |

#### Group runners-up
| Pos | Grp | Equipe                        | Pts | J | V | W+ | D | GP | GC | SG | Classificado                         |
| --- | --- | ----------------------------- | --- | - | - | -- | - | -- | -- | -- | ------------------------------------ |
| 1   | 3   | Guiana                        | 3   | 2 | 1 | 0  | 1 | 9  | 5  | +4 | Qualification to Third round Group 1 |
| 2   | 1   | Antígua e Barbuda             | 3   | 2 | 1 | 0  | 1 | 6  | 3  | +3 | Qualification to Third round Group 3 |
| 3   | 4   | Guiana Francesa               | 3   | 2 | 1 | 0  | 1 | 4  | 2  | +2 | Qualification to Third round Group 2 |
| 4   | 5   | Suriname                      | 3   | 2 | 1 | 0  | 1 | 2  | 2  | 0  | Qualification to Third round Group 1 |
| 5   | 2   | Predefinição:Country data GPE | 3   | 2 | 1 | 0  | 1 | 2  | 3  | −1 |                                      |

## Terceira Rodada
A total of 12 teams competed in the third round:
- Haiti, Jamaica and Trinidad and Tobago received a bye to this round.
- 9 teams qualified from the second round.

### Group 1
| Pos | Equipe   | Pts | J | V | W+ | D | GP | GC | SG | Classificado                                                   |
| --- | -------- | --- | - | - | -- | - | -- | -- | -- | -------------------------------------------------------------- |
| 1   | Jamaica  | 6   | 2 | 1 | 1  | 0 | 5  | 2  | +3 | Qualification to 2017 Caribbean Cup and 2017 CONCACAF Gold Cup |
| 2   | Suriname | 3   | 2 | 0 | 1  | 1 | 3  | 3  | 0  | Qualification to Fifth place play-off                          |
| 3   | Guiana   | 0   | 2 | 0 | 0  | 2 | 4  | 7  | −3 |                                                                |

| {{{data}}} | {{{time1}}} | {{{placar}}}                                                          | {{{time2}}} |  |
|            |             | http://www.concacaf.com/category/caribbean-cup-men/game-detail/266669 |             |  |

| {{{data}}} | {{{time1}}} | {{{placar}}}                                                          | {{{time2}}} |  |
|            |             | http://www.concacaf.com/category/caribbean-cup-men/game-detail/266673 |             |  |

| {{{data}}} | {{{time1}}} | {{{placar}}}                                                          | {{{time2}}} |  |
|            |             | http://www.concacaf.com/category/caribbean-cup-men/game-detail/266665 |             |  |

Notes

### Group 2
| Pos | Equipe                | Pts | J | V | W+ | D | GP | GC | SG |                                                                |
| --- | --------------------- | --- | - | - | -- | - | -- | -- | -- | -------------------------------------------------------------- |
| 1   | Guiana Francesa       | 6   | 2 | 2 | 0  | 0 | 6  | 2  | +4 | Qualification to 2017 Caribbean Cup and 2017 CONCACAF Gold Cup |
| 2   | Haiti                 | 3   | 2 | 0 | 1  | 1 | 4  | 5  | −1 | Qualification to Fifth place play-off                          |
| 3   | São Cristóvão e Nevis | 0   | 2 | 0 | 0  | 2 | 0  | 3  | −3 |                                                                |

| {{{data}}} | {{{time1}}} | {{{placar}}}                                                          | {{{time2}}} |  |
|            |             | http://www.concacaf.com/category/caribbean-cup-men/game-detail/266670 |             |  |

| {{{data}}} | {{{time1}}} | {{{placar}}}                                                          | {{{time2}}} |  |
|            |             | http://www.concacaf.com/category/caribbean-cup-men/game-detail/266666 |             |  |

| {{{data}}} | {{{time1}}} | {{{placar}}}                                                          | {{{time2}}} |  |
|            |             | http://www.concacaf.com/category/caribbean-cup-men/game-detail/266674 |             |  |

Notes

### Group 3
| Pos | Equipe            | Pts | J | V | W+ | D | GP | GC | SG | Classificado                                                   |
| --- | ----------------- | --- | - | - | -- | - | -- | -- | -- | -------------------------------------------------------------- |
| 1   | Curaçao           | 6   | 2 | 1 | 1  | 0 | 7  | 2  | +5 | Qualification to 2017 Caribbean Cup and 2017 CONCACAF Gold Cup |
| 2   | Antígua e Barbuda | 3   | 2 | 1 | 0  | 1 | 2  | 3  | −1 |                                                                |
| 3   | Porto Rico        | 0   | 2 | 0 | 0  | 2 | 2  | 6  | −4 |                                                                |

| {{{data}}} | {{{time1}}} | {{{placar}}}                                                          | {{{time2}}} |  |
|            |             | http://www.concacaf.com/category/caribbean-cup-men/game-detail/266667 |             |  |

| {{{data}}} | {{{time1}}} | {{{placar}}}                                                          | {{{time2}}} |  |
|            |             | http://www.concacaf.com/category/caribbean-cup-men/game-detail/266671 |             |  |

| {{{data}}} | {{{time1}}} | {{{placar}}}                                                          | {{{time2}}} |  |
|            |             | http://www.concacaf.com/category/caribbean-cup-men/game-detail/266675 |             |  |

### Group 4
| Pos | Equipe               | Pts | J | V | W+ | D | GP | GC | SG | Classificado                                                   |
| --- | -------------------- | --- | - | - | -- | - | -- | -- | -- | -------------------------------------------------------------- |
| 1   | Martinica            | 6   | 2 | 1 | 1  | 0 | 4  | 1  | +3 | Qualification to 2017 Caribbean Cup and 2017 CONCACAF Gold Cup |
| 2   | Trindade e Tobago    | 3   | 2 | 1 | 0  | 1 | 4  | 2  | +2 | Qualification to Fifth place play-off                          |
| 3   | República Dominicana | 0   | 2 | 0 | 0  | 2 | 1  | 6  | −5 |                                                                |

| {{{data}}} | {{{time1}}} | {{{placar}}}                                                          | {{{time2}}} |  |
|            |             | http://www.concacaf.com/category/caribbean-cup-men/game-detail/266668 |             |  |

| {{{data}}} | {{{time1}}} | {{{placar}}}                                                          | {{{time2}}} |  |
|            |             | http://www.concacaf.com/category/caribbean-cup-men/game-detail/266672 |             |  |

| {{{data}}} | {{{time1}}} | {{{placar}}}                                                          | {{{time2}}} |  |
|            |             | http://www.concacaf.com/category/caribbean-cup-men/game-detail/266676 |             |  |

### Qualified teams for Caribbean Cup and CONCACAF Gold Cup
A total of 4 teams from the third round (four group winners) qualified for the 2017 Caribbean Cup and the 2017 CONCACAF Gold Cup.
| Group | Team            | Qualified on     | Previous Caribbean Cup qualifications                                                         | Previous Gold Cup qualifications                         |
| ----- | --------------- | ---------------- | --------------------------------------------------------------------------------------------- | -------------------------------------------------------- |
| 1     | Jamaica         | 13 November 2016 | 15 (1990, 1991, 1992, 1993, 1995, 1996, 1997, 1998, 1999, 2001, 2005, 2008, 2010, 2012, 2014) | 9 (1991, 1993, 1998, 2000, 2003, 2005, 2009, 2011, 2015) |
| 2     | Guiana Francesa | 9 November 2016  | 3 (1995, 2012, 2014)                                                                          | 0 (Debut)                                                |
| 3     | Curaçao         | 11 October 2016  | 3 (1989, 1998, 2014)                                                                          | 0 (Debut)                                                |
| 4     | Martinica       | 11 October 2016  | 12 (1990, 1991, 1992, 1993, 1994, 1996, 1997, 1998, 2001, 2007, 2010, 2012, 2014)             | 4 (1993, 2002, 2003, 2013)                               |

### Qualified teams for fifth place play-off
A total of 3 teams from the third round (best three group runners-up) qualified for the fifth place play-off.
| Pos | Grp | Equipe            | Pts | J | V | W+ | D | GP | GC | SG | Classificado                          |
| --- | --- | ----------------- | --- | - | - | -- | - | -- | -- | -- | ------------------------------------- |
| 1   | 4   | Trindade e Tobago | 3   | 2 | 1 | 0  | 1 | 4  | 2  | +2 | Qualification to Fifth place play-off |
| 2   | 1   | Suriname          | 3   | 2 | 0 | 1  | 1 | 3  | 3  | 0  | Qualification to Fifth place play-off |
| 3   | 2   | Haiti             | 3   | 2 | 0 | 1  | 1 | 4  | 5  | −1 | Qualification to Fifth place play-off |
| 4   | 3   | Antígua e Barbuda | 3   | 2 | 1 | 0  | 1 | 2  | 3  | −1 |                                       |

There was confusion as to whether wins and goals scored in extra time count when comparing teams between different groups as laid out by the CFU regulations. Ultimately, they were counted and Haiti qualified to the fifth place play-off over Antigua and Barbuda.

## Eliminatória do quinto lugar
A total of 3 teams competed in the fifth place play-off:
- 3 teams qualified from the third round.

A total of 1 team from the fifth place play-off qualified for the CONCACAF Gold Cup CFU–UNCAF play-off.
| Pos | Equipe                | Pts | J | V | D | D | GP | GC | SG | Classificado                                               |
| --- | --------------------- | --- | - | - | - | - | -- | -- | -- | ---------------------------------------------------------- |
| 1   | Haiti                 | 6   | 2 | 2 | 0 | 0 | 8  | 5  | +3 | Qualification to 2017 CONCACAF Gold Cup CFU–UNCAF play-off |
| 2   | Suriname              | 3   | 2 | 1 | 0 | 1 | 4  | 5  | −1 |                                                            |
| 3   | Trindade e Tobago (H) | 0   | 2 | 0 | 0 | 2 | 4  | 6  | −2 |                                                            |

| {{{data}}} | {{{time1}}} | {{{placar}}}                                                          | {{{time2}}} |  |
|            |             | http://www.concacaf.com/category/caribbean-cup-men/game-detail/266677 |             |  |

| {{{data}}} | {{{time1}}} | {{{placar}}}                                                          | {{{time2}}} |  |
|            |             | http://www.concacaf.com/category/caribbean-cup-men/game-detail/266678 |             |  |

| {{{data}}} | {{{time1}}} | {{{placar}}}                                                          | {{{time2}}} |  |
|            |             | http://www.concacaf.com/category/caribbean-cup-men/game-detail/266679 |             |  |

### Qualified team for CONCACAF Gold Cup CFU–UNCAF play-off
Haiti (fifth place play-off winner) qualified for the 2017 CONCACAF Gold Cup CFU–UNCAF play-off, but lost to Nicaragua and failed to qualify for the 2017 CONCACAF Gold Cup.